# Bulbophyllum hirtulum
Bulbophyllum hirtulum là một loài phong lan thuộc chi Bulbophyllum.